# 铃铃香青
铃铃香青（学名：Anaphalis hancockii）为菊科香青属的植物，为中国的特有植物。分布在中国大陆的河北、四川、西藏、甘肃、西部、北部、陕西、青海、山西等地，生长于海拔2,000米至3,700米的地区，一般生于亚高山山顶或山坡草地，目前尚未由人工引种栽培。

## 别名
铃铃香（河北）、铜钱花（四川）